# 데일 헤이든
데일 헤이든(Dayle Haddon, 1948년 5월 26일 ~ 2024년 12월 27일)은 캐나다의 배우, 모델, 영화배우이다.

## 영화
- 발레리나의 꿈 (1989년)
- 사이보그 (1989년) - 펄 역
- 사랑할 때와 이별할 때 (1984년)
- 베드룸 아이스 (1984년)
- 달라스의 투혼 (1979년) - 샤롯 콜더 역
- 10일간의 외출 (1978년)
- 끌로드 부인 (1977년)
- 섹스 위드 어 스마일 (1976년) - 마리나 역
- 하키 영웅 (1974년)